# Olympische Sommerspiele 1952/Moderner Fünfkampf
Bei den XV. Olympischen Sommerspielen 1952 in Helsinki fanden zwei Wettbewerbe im Modernen Fünfkampf statt. Erstmals überhaupt wurden die Ergebnisse des Einzelwettbewerbs zu einem Mannschaftsergebnis addiert und als zweite Disziplin gewertet.

## Bilanz

### Medaillenspiegel
| Platz  | Land     | Gold | Silber | Bronze | Gesamt |
| ------ | -------- | ---- | ------ | ------ | ------ |
| 1      | Ungarn   | 1    | 1      | 1      | 3      |
| 2      | Schweden | 1    | 1      | –      | 2      |
| 3      | Finnland | –    | –      | 1      | 1      |
| Gesamt | Gesamt   | 2    | 2      | 2      | 6      |

### Medaillengewinner
| Disziplin  | Gold                                             | Silber                                           | Bronze                                          |
| ---------- | ------------------------------------------------ | ------------------------------------------------ | ----------------------------------------------- |
| Einzel     | Lars Hall (SWE)                                  | Gábor Benedek (HUN)                              | István Szondy (HUN)                             |
| Mannschaft | UngarnGábor Benedek Aladár Kovácsi István Szondy | SchwedenClaes Egnell Lars Hall Torsten Lindqvist | FinnlandOlavi Mannonen Olavi Rokka Lauri Vilkko |

## Zeitplan
| Datum    | Sportart                | Wettkampfstätte              |
| -------- | ----------------------- | ---------------------------- |
| 21. Juli | Geländeritt             | Hämeenlinna                  |
| 22. Juli | Degenfechten            | Hämeenlinna hallintorakennus |
| 23. Juli | Pistolenschießen        | Hämeenlinna                  |
| 24. Juli | 300 m Freistilschwimmen | Ahveniston maauimala         |
| 25. Juli | 4000 m Crosslauf        | Hämeenlinna                  |

## Teilnehmende Nationen
Insgesamt nahmen 51 Athleten aus 19 Ländern an den Wettkämpfen teil.
| - Argentinien (3) - Australien (1) - Belgien (1) - Brasilien (3) - Chile (3) | - Finnland (3) - Frankreich (3) - BR Deutschland (3) - Großbritannien (3) - Ungarn (3) | - Italien (3) - Mexiko (3) - Portugal (3) - Südafrikanische Union (1) - Sowjetunion (3) | - Schweden (3) - Schweiz (3) - Vereinigte Staaten (3) - Uruguay (3) |

## Ergebnisse

### Einzel
| Platz | Land | Athlet              | Geländeritt      | Degenfechten | Pistolenschießen | 300 m Freistilschwimmen | 4000 m Crosslauf | Gesamt |
| ----- | ---- | ------------------- | ---------------- | ------------ | ---------------- | ----------------------- | ---------------- | ------ |
| 1     | SWE  | Lars Hall           | 01 0(9:03,0 min) | 07 (28 Pkt.) | 15 (182 Ringe)   | 01 (4:05,4 min)         | 08 (15:08,4 min) | 032    |
| 2     | HUN  | Gábor Benedek       | 08 0(9:47,6 min) | 02 (30 Pkt.) | 09 (185 Ringe)   | 16 (4:39,7 min)         | 02 (14:40,9 min) | 037    |
| 3     | HUN  | István Szondy       | 03 0(9:24,9 min) | 04 (30 Pkt.) | 12 (183 Ringe)   | 05 (4:19,9 min)         | 16 (15:44,5 min) | 040    |
| 4     | URS  | Igor Nowikow        | 24 (10:41,0 min) | 13 (25 Pkt.) | 04 (187 Ringe)   | 04 (4:16,9 min)         | 10 (15:11,6 min) | 055    |
| 5     | FIN  | Olavi Mannonen      | 02 0(9:24,0 min) | 37 (19 Pkt.) | 10 (184 Ringe)   | 09 (4:29,0 min)         | 04 (14:44,7 min) | 062    |
| 6     | USA  | Frederick Denman    | 09 0(9:51,3 min) | 11 (28 Pkt.) | 06 (186 Ringe)   | 17 (4:36,9 min)         | 19 (15:53,5 min) | 062    |
| 7     | FIN  | Lauri Vilkko        | 11 (10:08,1 min) | 38 (18 Pkt.) | 01 (196 Ringe)   | 08 (4:27,6 min)         | 05 (14:45,9 min) | 063    |
| 8     | USA  | Thad McArthur       | 12 (10:09,8 min) | 23 (23 Pkt.) | 29 (175 Ringe)   | 03 (4:13,6 min)         | 01 (14:20,4 min) | 068    |
| 9     | SWE  | Torsten Lindqvist   | 04 0(9:30,8 min) | 06 (29 Pkt.) | 42 (165 Ringe)   | 07 (4:25,5 min)         | 16 (15:42,0 min) | 075    |
| 10    | BRA  | Eduardo de Medeiros | 23 (10:39,8 min) | 24 (22 Pkt.) | 05 (187 Ringe)   | 02 (4:11,5 min)         | 26 (16:02,5 min) | 080    |
|       |      |                     |                  |              |                  |                         |                  |        |
| 18    | SUI  | Werner Vetterli     | 18 (10:11,6 min) | 27 (22 Pkt.) | 24 (180 Ringe)   | 14 (4:33,5 min)         | 24 (15:59,7 min) | 107    |
| 20    | SUI  | Werner Schmid       | 14 (10:18,6 min) | 15 (21 Pkt.) | 11 (184 Ringe)   | 39 (5:29,0 min)         | 31 (16:19,3 min) | 110    |
| 32    | GER  | Berthold Slupik     | 41 (12:15,1 min) | 05 (29 Pkt.) | 26 (179 Ringe)   | 31 (5:07,4 min)         | 45 (17:25,4 min) | 148    |
| 35    | SUI  | Erhard Minder       | 49 (DNF)         | 29 (21 Pkt.) | 32 (181 Ringe)   | 42 (5:36,9 min)         | 06 (15:04,1 min) | 158    |
| 36    | GER  | Dietloff Kapp       | 42 (12:03,7 min) | 46 (15 Pkt.) | 44 (159 Ringe)   | 12 (4:32,2 min)         | 14 (15:31,4 min) | 158    |
|       | GER  | Adolf Harder        | 49 (DSQ)         | 47 (15 Pkt.) | –                | –                       | –                | –      |

Datum: 21. bis 25. Juli 1952 

51 Teilnehmer aus 19 Ländern

### Mannschaft
| Platz           | Land | Sportler                | Geländeritt | Degenfechte | Pistolenschießen | 300 m Freistilschwimmen | 4000 m Crosslauf | Punkte Einzel total | Punkte Team total |
| --------------- | ---- | ----------------------- | ----------- | ----------- | ---------------- | ----------------------- | ---------------- | ------------------- | ----------------- |
| 1               | HUN  | Gábor Benedek           | 08          | 02          | 09               | 16                      | 02               | 037                 | 166               |
| 1               | HUN  | Aladár Kovácsi          | 10          | 10          | 24               | 25                      | 20               | 089                 | 166               |
| 1               | HUN  | István Szondy           | 03          | 04          | 12               | 05                      | 16               | 040                 | 166               |
| 2               | SWE  | Claes Egnell            | 13          | 03          | 13               | 21                      | 28               | 078                 | 182               |
| 2               | SWE  | Lars Hall               | 01          | 07          | 15               | 01                      | 08               | 032                 | 182               |
| 2               | SWE  | Torsten Lindqvist       | 04          | 06          | 40               | 07                      | 15               | 072                 | 182               |
| 3               | FIN  | Olavi Mannonen          | 02          | 35          | 10               | 09                      | 04               | 060                 | 213               |
| 3               | FIN  | Olavi Rokka             | 25          | 19          | 19               | 10                      | 19               | 092                 | 213               |
| 3               | FIN  | Lauri Vilkko            | 11          | 36          | 01               | 08                      | 05               | 061                 | 213               |
| 4               | USA  | Frederick Denman        | 09          | 11          | 06               | 15                      | 18               | 059                 | 215               |
| 4               | USA  | Thad McArthur           | 12          | 22          | 27               | 03                      | 01               | 065                 | 215               |
| 4               | USA  | Guy Troy                | 06          | 17          | 08               | 31                      | 29               | 091                 | 215               |
| 5               | URS  | Alexander Dechajew      | 35          | 29          | 45               | 06                      | 07               | 122                 | 293               |
| 5               | URS  | Igor Nowikow            | 23          | 13          | 04               | 04                      | 10               | 054                 | 293               |
| 5               | URS  | Pawel Rakitjanskij      | 18          | 27          | 32               | 27                      | 13               | 117                 | 293               |
| 6               | BRA  | Aloysio Borges          | 29          | 01          | 37               | 19                      | 21               | 107                 | 313               |
| 6               | BRA  | Eduardo de Medeiros     | 22          | 23          | 05               | 02                      | 25               | 077                 | 313               |
| 6               | BRA  | Eric Marques            | 43          | 18          | 28               | 13                      | 27               | 129                 | 313               |
| 7               | CHI  | Luis Carmona            | 24          | 12          | 26               | 37                      | 22               | 121                 | 336               |
| 7               | CHI  | Nilo Floody             | 19          | 09          | 17               | 30                      | 26               | 101                 | 336               |
| 7               | CHI  | Hernán Fuentes          | 34          | 21          | 03               | 23                      | 33               | 114                 | 336               |
| 8               | ARG  | Jorge Cáceres           | 32          | 37          | 14               | 26                      | 36               | 145                 | 355               |
| 8               | ARG  | Luis Ribera             | 05          | 30          | 31               | 11                      | 17               | 094                 | 355               |
| 8               | ARG  | Carlos Velázquez        | 16          | 31          | 07               | 38                      | 24               | 116                 | 355               |
| 9               | SUI  | Erhard Minder           | 47          | 28          | 30               | 39                      | 06               | 150                 | 357               |
| 9               | SUI  | Werner Schmid           | 14          | 15          | 11               | 36                      | 30               | 106                 | 357               |
| 9               | SUI  | Werner Vetterli         | 17          | 26          | 23               | 12                      | 23               | 101                 | 357               |
| 10              | GBR  | John Hewitt             | 26          | 40          | 18               | 34                      | 12               | 130                 | 373               |
| 10              | GBR  | Leon Lumsdaine          | 07          | 14          | 22               | 14                      | 34               | 091                 | 373               |
| 10              | GBR  | Jervis Percy            | 39          | 47          | 34               | 29                      | 03               | 152                 | 373               |
| 11              | ITA  | Duilio Brignetti        | 31          | 38          | 21               | 18                      | 35               | 143                 | 427               |
| 11              | ITA  | Alfonso Marotta         | 15          | 34          | 20               | 20                      | 40               | 129                 | 427               |
| 11              | ITA  | Giulio Palmonella       | 45          | 20          | 25               | 33                      | 32               | 155                 | 427               |
| 12              | FRA  | Bertrand de Montaudoüin | 44          | 33          | 38               | 42                      | 09               | 166                 | 441               |
| 12              | FRA  | André Lacroix           | 36          | 08          | 16               | 35                      | 11               | 106                 | 441               |
| 12              | FRA  | Christian Palant        | 27          | 39          | 36               | 22                      | 45               | 169                 | 441               |
| 13              | URU  | Américo González        | 42          | 48          | 39               | 41                      | 31               | 201                 | 495               |
| 13              | URU  | Lem Martínez            | 38          | 24          | 43               | 32                      | 38               | 175                 | 495               |
| 13              | URU  | Alberto Ortíz           | 21          | 42          | 02               | 40                      | 14               | 119                 | 495               |
| 14              | MEX  | Antonio Almada          | 28          | 41          | 44               | 28                      | 39               | 180                 | 524               |
| 14              | MEX  | José Pérez Mier         | 33          | 32          | 35               | 17                      | 37               | 154                 | 524               |
| 14              | MEX  | David Romero            | 37          | 46          | 42               | 24                      | 41               | 190                 | 524               |
| 15              | POR  | Ricardo Durão           | 30          | 16          | 33               | 44                      | 44               | 167                 | 546               |
| 15              | POR  | António Jonet           | 46          | 25          | 41               | 43                      | 42               | 197                 | 546               |
| 15              | POR  | José Pereira            | 20          | 45          | 29               | 45                      | 43               | 182                 | 546               |
|                 | GER  | Adolf Harder            | 48          | 44          | –                | –                       | –                | –                   | DNF               |
| Dietloff Kapp   | GER  | 41                      | 43          | –           | –                | –                       | –                |                     | DNF               |
| Berthold Slupik | GER  | 40                      | 05          | –           | –                | –                       | DNF              |                     | DNF               |

Datum: 21. bis 25. Juli 1952 

48 Teilnehmer aus 16 Ländern